# Западно-Чилийское поднятие
За́падно-Чили́йское подня́тие или За́падно-Чили́йский хребе́т — подводный хребет на юго-востоке Тихого океана, протягивающийся от материкового склона Южной Америки к Восточно-Тихоокеанскому поднятию. Длина хребта составляет около 2000 км, ширина — 400—600 км, преобладающие глубины над гребнем 3000—3500 м, минимальная — 2068 м; относительная высота около 1500 м. Поверхность хребта сильно расчленена; в осевой части имеется депрессия глубиной 4631 м.
Хребет залегает между плитой Наска и Антарктической плитой, его восточное окончание — Чилийский тройной стык, где Западно-Чилийское поднятие погружается под Южно-Американскую плиту в Перуанско-Чилийском жёлобе.. Западное окончание — тройной стык к югу от плиты Хуан Фернандес, где пересекается с Восточно-Тихоокеанским поднятием.
Западно-Чилийский хребет погружается вниз около полуострова Тайтао, где находятся Офиолиты Тайтао, связанные с образованиями в тройном стыке.